# Clark’s Point
Clark’s Point ist eine Stadt in der Dillingham Census Area in Alaska. Zum Stichtag des United States Census 2020 lebten in Clark’s Point 67 Personen. In den Sommermonaten steigt die Bevölkerungszahl aufgrund des kommerziellen Fischfangs gegen 300.

## Geographie
Clark’s Point liegt an einer Nehrung der Nordostküste der Nushagak Bay, einer Bucht der Bristol Bay.

## Geschichte
Der Ort wurde von den Eskimos Saguyak genannt, obwohl es keine Anzeichen für eine Besiedlung vor der Errichtung der Konservenfabrik der Nushagak Packing Company im Jahr 1888 gab. Die Gemeinde wurde nach
John Clark benannt, dem Geschäftsführer des Ladens der Alaska Commercial Company in Nushagak. 1893 wurde die Konservenfabrik von der Alaska Packers Association übernommen. Die Fabrik wurde 1952 geschlossen und die Einrichtungen dienten als Hauptquartier für die Fischereiflotte der Gesellschaft.

## Verkehr
Clark’s Point erreicht man mit regulären und Charterflügen von Dillingham. Die staatliche Landebahn ist etwa 750 m lang und 20 m breit. Wasserflugzeuge landen auf dem Nushagak River. Es gibt keinen Hafen, Boote landen am Strand. Quads und Schneemobile sind die gebräuchlichen lokalen Transportmittel.